# Lacanobia obsolescens
Lacanobia obsolescens är en fjärilsart som beskrevs av Turner 1945. Lacanobia obsolescens ingår i släktet Lacanobia och familjen nattflyn. Inga underarter finns listade i Catalogue of Life.